# Identidad digital europea
La Identidad digital europea o Billetera digital europea es un proyecto de la Comisión Von der Leyen que busca implementar un sistema en el que los ciudadanos de la Unión Europea (UE) puedan guardar de forma digital sus datos y documentos, de modo que sirva como prueba de identidad en los Estados miembros de la Unión. La Comisión afirma que permitirá a las personas elegir qué tipo de datos personales quieren incluir y compartir. Se podrá utilizar para “abrir cuentas bancarias, presentar declaraciones de impuestos y matricularse en la universidad”.
Aunque no será obligatoria, la herramienta será gratuita y la Comisión Europea ha anunciado que los ciudadanos, residentes y empresas de la UE tendrán derecho a obtener el documento. La institución europea ha manifestado que esta identidad será "fiable y segura", en línea con el Reglamento General de Protección de Datos (RGPD). Al igual que el RGPD, la billetera digital se sustentará en un reglamento, por lo que todos los Estados miembros tendrán que adoptar la herramienta en las mismas condiciones.
La medida llegó cuando la pandemia de COVID-19 en Europa —iniciada en 2020— estaba acelerando la digitalización de la economía. Sin embargo, la propuesta no fue del todo nueva ya que se basó en una predecesora: el reglamento eIDAS, adoptado en 2014 y que sentó las bases de la identificación y autenticación electrónicas transfronterizas dentro de la UE. Sin embargo, dicho sistema carecía de disposiciones para que los sistemas nacionales fueran compatibles entre sí y también excluía el uso para servicios privados y la integración con dispositivos móviles.

## Historia
El 3 de junio de 2021, la Comisión Europea presentó un proyecto para crear una billetera digital europea. El proyecto de ley entrará en las negociaciones del Parlamento y el Consejo europeos, y la Comisión Von der Leyen manifestó que la identidad digital podría estar en marcha un año después.

## Funcionamiento
Los usuarios podrán mostrar esta identificación en las pantallas de sus smartphones y otros dispositivos. La Comisión pretende que los ciudadanos utilicen la billetera digital europea para diferentes tipos de tareas, como “solicitar certificados de nacimiento, comunicar un cambio de domicilio, alquilar un coche, solicitar un préstamo o registrarse en un hotel”. La organización comunitaria ha adelantado que todos los servicios públicos y las plataformas privadas estarán obligados a aceptarla.
El instrumento no sustituirá al tradicional documento de identidad emitido por los gobiernos nacionales, sino que proporcionará una herramienta adicional a los ciudadanos con la que será posible vincular el documento de identidad con otros certificados, como diplomas o la autorización para la conducción de vehículos.

## eIDAS
El Reglamento eIDAS surgió a partir de la Directiva 1999/93/CE, que establecía el objetivo que debían alcanzar los Estados miembros de la UE en materia de firma electrónica. Los Estados más pequeños fueron de los primeros en empezar a adoptar la firma y la identificación digitales; por ejemplo, la primera firma digital estonia se realizó en 2002 y la segunda Letonia en 2006. Su experiencia ha servido para desarrollar una normativa, ahora de ámbito comunitario, que se convirtió en ley vinculante en toda la UE desde el 1 de julio de 2016. La directiva responsabilizaba a los Estados miembros de la UE de crear leyes que les permitieran cumplir el objetivo de crear un sistema de firma electrónica en la UE. La directiva también permitía que cada estado miembro interpretara la ley e impusiera restricciones, impidiendo así la interoperabilidad real, y conduciendo hacia un escenario fragmentado. En contraste con esta directiva, el eIDAS asegura el reconocimiento mutuo del eID para la autenticación entre los Estados miembros, logrando así el objetivo del Mercado Único Digital.
El eIDAS ofrece un enfoque escalonado del valor legal. Exige que a ninguna firma electrónica se le nieguen los efectos jurídicos o la admisibilidad en los tribunales por el mero hecho de no ser una firma electrónica avanzada o cualificada. A las firmas electrónicas cualificadas se les debe dar el mismo efecto jurídico que a las firmas manuscritas.

## Reglamento General de Protección de Datos
El Reglamento General de Protección de Datos (RGPD) o Reglamento (UE) 2016/679, es una ley comunitaria relativa a la protección de las personas físicas (independientemente de si son ciudadanos de la Unión) en lo que respecta al tratamiento de sus datos personales y a la libre circulación de estos datos en la Unión Europea y el Espacio Económico Europeo (EEE). El RGPD es un componente importante de la legislación europea sobre privacidad y de la legislación sobre derechos civiles, en particular el artículo 8, apartado 1, de la Carta de los Derechos Fundamentales de la Unión Europea. También delimita la transferencia de datos personales fuera de la UE y de las zonas del EEE.   
Publicado en el DOUE el 4 de mayo de 2016, entró en vigor 20 días después y fue de aplicación el 25 de mayo de 2018, dos años durante los cuales las empresas, las organizaciones, los organismos y las instituciones se fueron adaptando para su cumplimiento.  
Como el RGPD es un Reglamento, no una Directiva, es directamente vinculante y aplicable, no ofrece flexibilidad para que los Estados miembros ajusten determinados aspectos de la Ley. El objetivo principal del RGPD es mejorar el control y los derechos de las personas sobre sus datos personales y simplificar el entorno normativo para los negocios internacionales. El Reglamento, que sustituye a la Directiva 95/46/CE sobre protección de datos, contiene disposiciones y requisitos relacionados con el tratamiento de los datos personales de las personas, denominadas formalmente "interesados", que se encuentran en el EEE, y se aplica a cualquier empresa -independientemente de su ubicación y de la ciudadanía o residencia de los interesados- que procese información personal de personas dentro del EEE.. Las multas por el no cumplimiento del RGPD pueden llegar a los 20 millones de euros o más dependiendo del grado de gravedad que las autoridades europeas consideren.
En España, el RGPD dejó obsoleta la Ley Orgánica de Protección de Datos de Carácter Personal (LOPD) de 1999, siendo sustituida el 6 de diciembre de 2018 por la Ley Orgánica de Protección de Datos Personales y garantía de los derechos digitales, acorde con el RGPD.